# Kalev Kuljus
Kalev Kuljus (* 18. Juni 1975 in Tallinn) ist ein estnischer Oboist und Oboendozent.

## Leben
Kalev Kuljus studierte in Tallinn, Lyon und Karlsruhe. Seit 1990 wurde er bei mehreren Wettbewerben ausgezeichnet, unter anderem mit einem 1. Preis beim Wettbewerb des Prager Frühlings 2001.
Neben bzw. vor seiner Tätigkeit als Solooboist im NDR Elbphilharmonie Orchester, wo er seit 2003 wirkt, spielte er als Gastsolooboist u. a. bei den Berliner Philharmonikern, den Münchener Philharmonikern, beim Symphonieorchester des Bayerischen Rundfunks, beim Deutschen Sinfonieorchester Berlin oder beim City of Birmingham Symphony Orchestra. Darüber hinaus ist Kalev Kuljus international mehrfach mit solistischer Kammermusik sowie als Solist in den wichtigsten Oboenkonzerten mit Orchester aufgetreten.
Seit 2001 ist Kalev Kuljus auch als Pädagoge tätig. Nach einer Lehrtätigkeit in Tallinn (2001–2003) folgt er jährlich Einladungen zu Meisterkursen in Europa, Asien und Südamerika. Seit 2010 unterrichtet er zudem als Assistent von Thomas Indermühle an der Hochschule für Musik Karlsruhe.
2009 gründete er gemeinsam mit der Pianistin Elisaveta Blumina und dem Solo-Fagottisten der Staatskapelle Berlin Mathias Baier das Ensemble Blumina, dessen erste CD-Einspielung beim Label MDG 2014 mit einem Klassik-ECHO ausgezeichnet wurde.
2017 wurde er vom Landesmusikrat Schleswig-Holstein zum Schirmherrn des Projektes „Instrument des Jahres 2017 – Die Oboe“ ernannt.